# Nederlands Hervormde kerk (Haarlo)
De Nederlands Hervormde kerk, ook wel de Oude Kerk of de Kluntjespot, is een protestantse kerk in de Nederlandse plaats Haarlo. De bouw van de kerk vond plaats in 1858 en diende voor de bewoners van Haarlo en Waterhoek. De achtkantige kerk is gebouwd als centraalbouw en heeft zowel neogotische als neoclassicistische elementen. De spitsboogvensters zijn voorzien van gietijzeren ramen. Boven op de kerk staat een kleine toren inclusief tentdak waarop een windhaan is geplaatst. In de kerk is een kabinetorgel aanwezig, dat samen met de avondsmaaltafel en de preekstoel het middelpunt vormt van de kerk.
Het kerkgebouw is een rijksmonument. Naast deze kerk stond in Haarlo een andere kerk, te weten Het Lokaal.